# Cimetière du Sud (Nuremberg)
Pour les articles homonymes, voir Cimetière du Sud.
Le cimetière du Sud (Südfriedhof) est l'un des cimetières de la ville de Nuremberg en Allemagne.

## Localisation
Le cimetière du Sud se trouve dans les quartiers de Gartenstadt et Falkenheim. Il est bordé à l'ouest par la Julius-Loßmann-Straße et au nord par la Trierer Straße. Au nord, il confine à la gare de Rangier (Rangierbahnhof).

## Histoire
Il est décidé en 1899 d'ouvrir à l'avenir un deuxième cimetière après le cimetière de l'Ouest. En 1905, les plans d'un deuxième cimetière communal sont proposés sur le modèle du Waldfriedhof de Munich. Le nouveau cimetière est finalement ouvert le 1er septembre 1913. Plus clairement qu'au cimetière de l'Ouest, plus occupé, le caractère de parc du cimetière du Sud a toujours été préservé. Après la Première Guerre mondiale, on a incorporé un cimetière militaire  (Ehrenfriedhof). Le cimetière du Sud a été agrandi plusieurs fois au cours des années suivantes pour devenir le plus grand cimetière de Nuremberg. 
Il y a un total de dix champs de sépulture avec leurs propres monuments aux morts des deux guerres mondiales, disposés sur un terrain spacieux, semblable à un parc. Il s'agit notamment de sépultures communes avec jusqu'à 3 500 personnes enterrées ensemble.

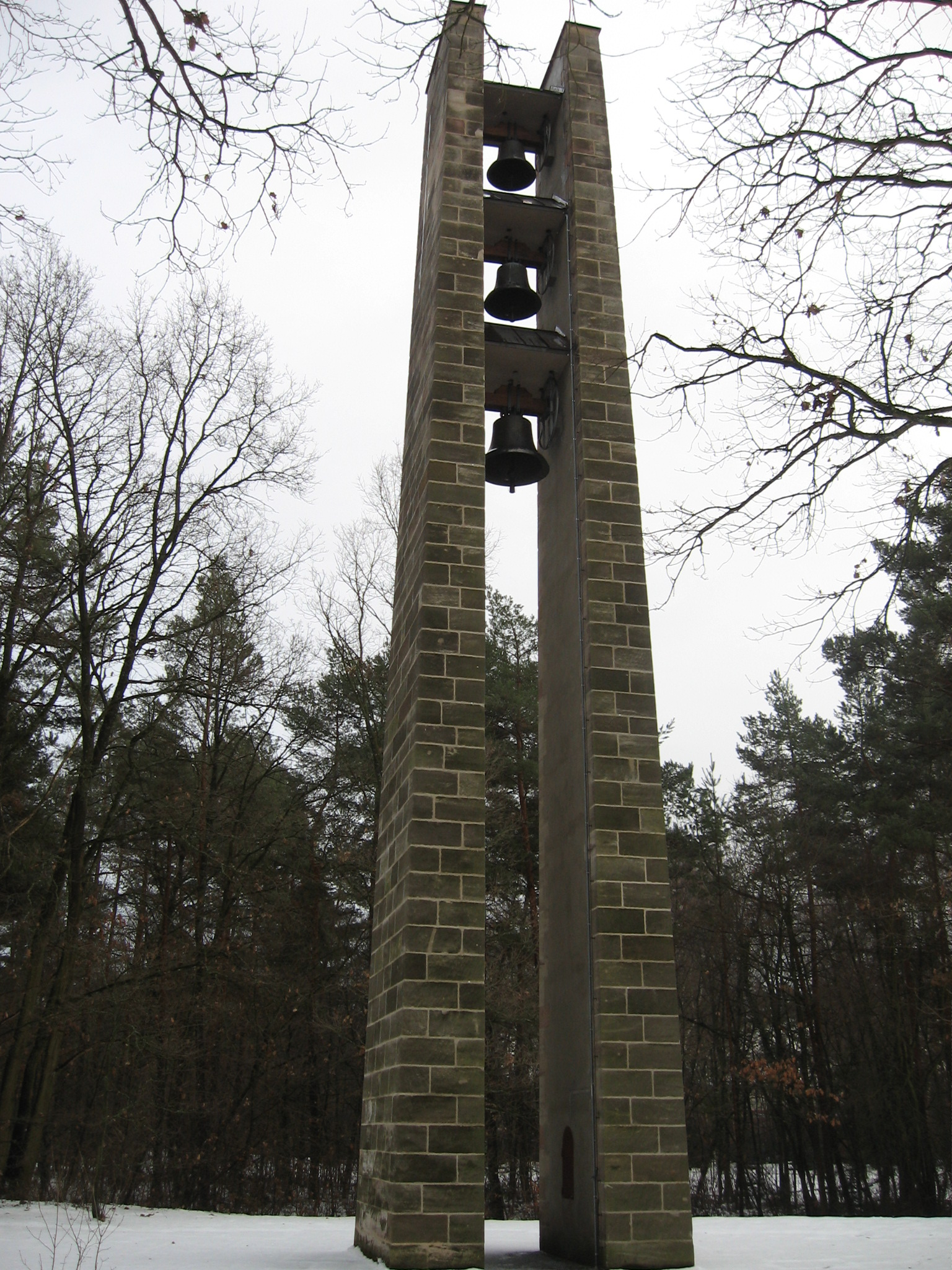
Clocher au sud du clocher du Sud.

Dans la partie Sud du cimetière, près des tombes de guerre et des tombes de ceux qui ont été tués dans l'attentat dévastateur du 2 janvier 1945, il y a un clocher fait de blocs de grès. Au pied du pilier Nord, le visiteur peut lire :
« AUFGERICHTET 1957–58 » (érigé en 1957-1958)
On peut lire sur le pilier Sud :
« ALS MAHNUNG UND ZUM GEDENKEN AN 6621 MÄNNER, FRAUEN UND KINDER, OPFER DES BOMBENKRIEGES UND DER KÄMPFE IN DER HEIMAT IN DEN JAHREN 1941–1945. » (En avertissement et à la mémoire de 6 621 hommes, femmes et enfants, victimes de la guerre des bombes et aux combats sur le sol de la patrie dans les années 1941-1945.)
Trois cloches sont suspendues entre les deux piliers.

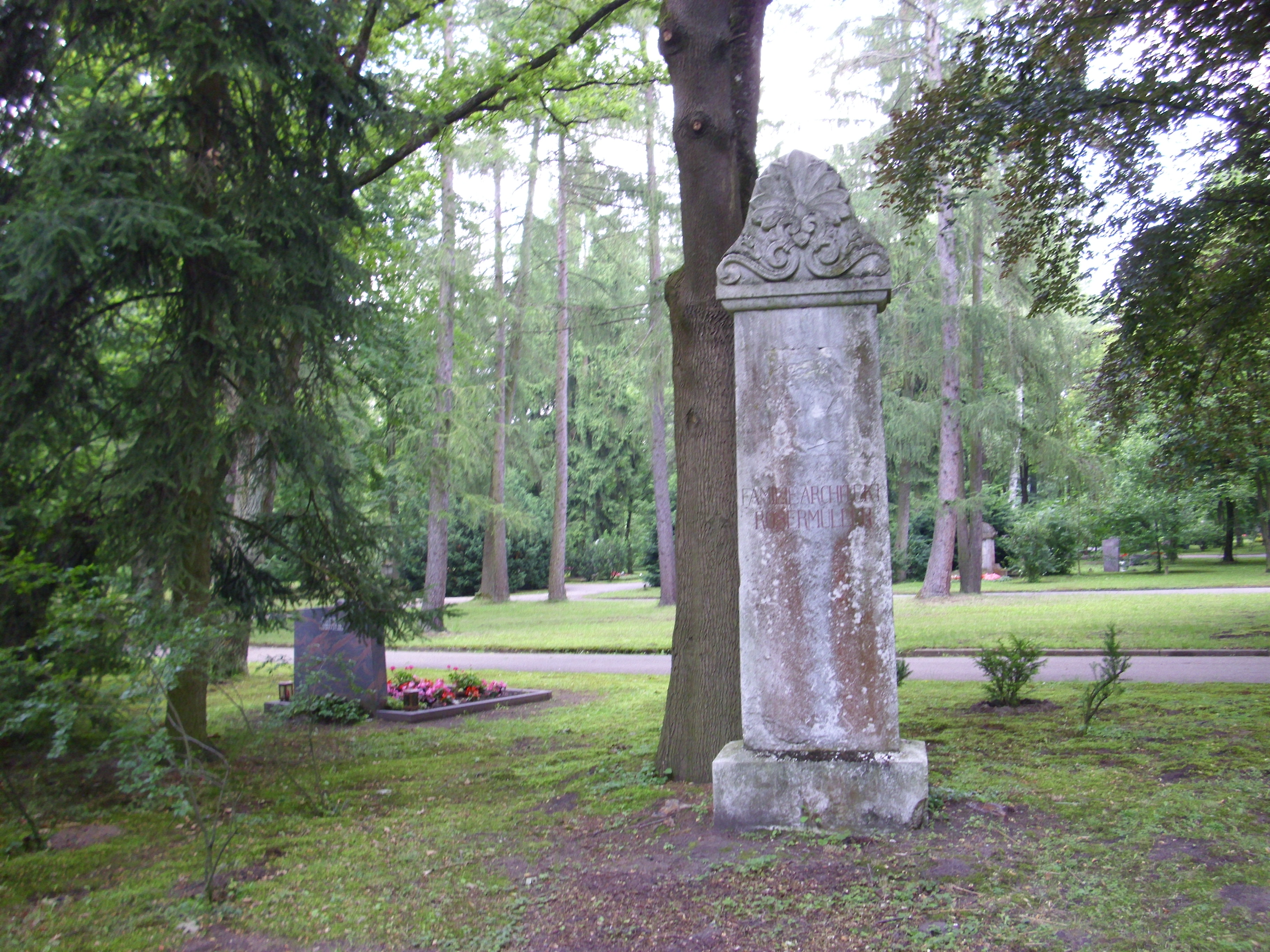
Vue du cimetière paysager
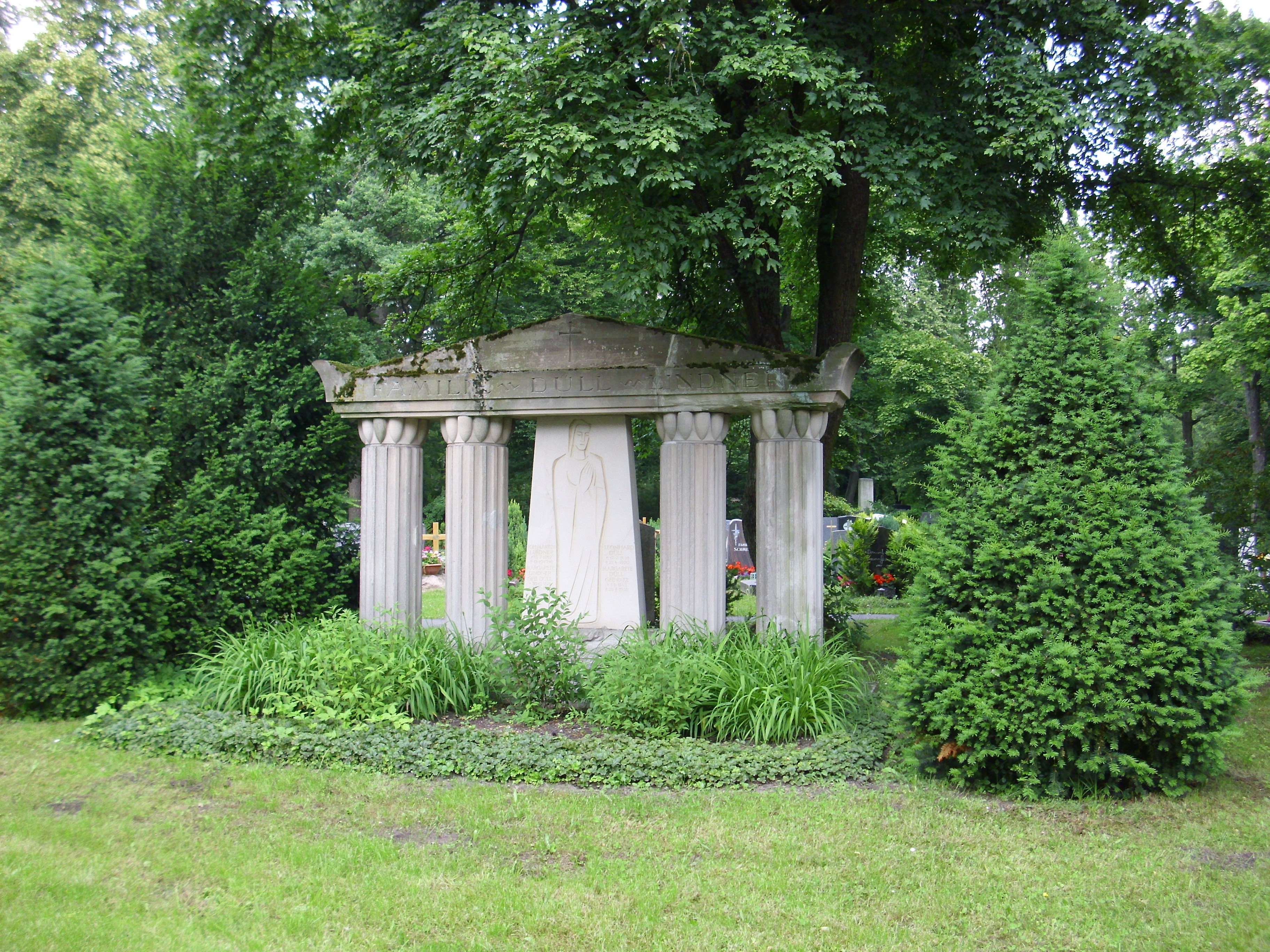
Vue d'une sépulture monumentale
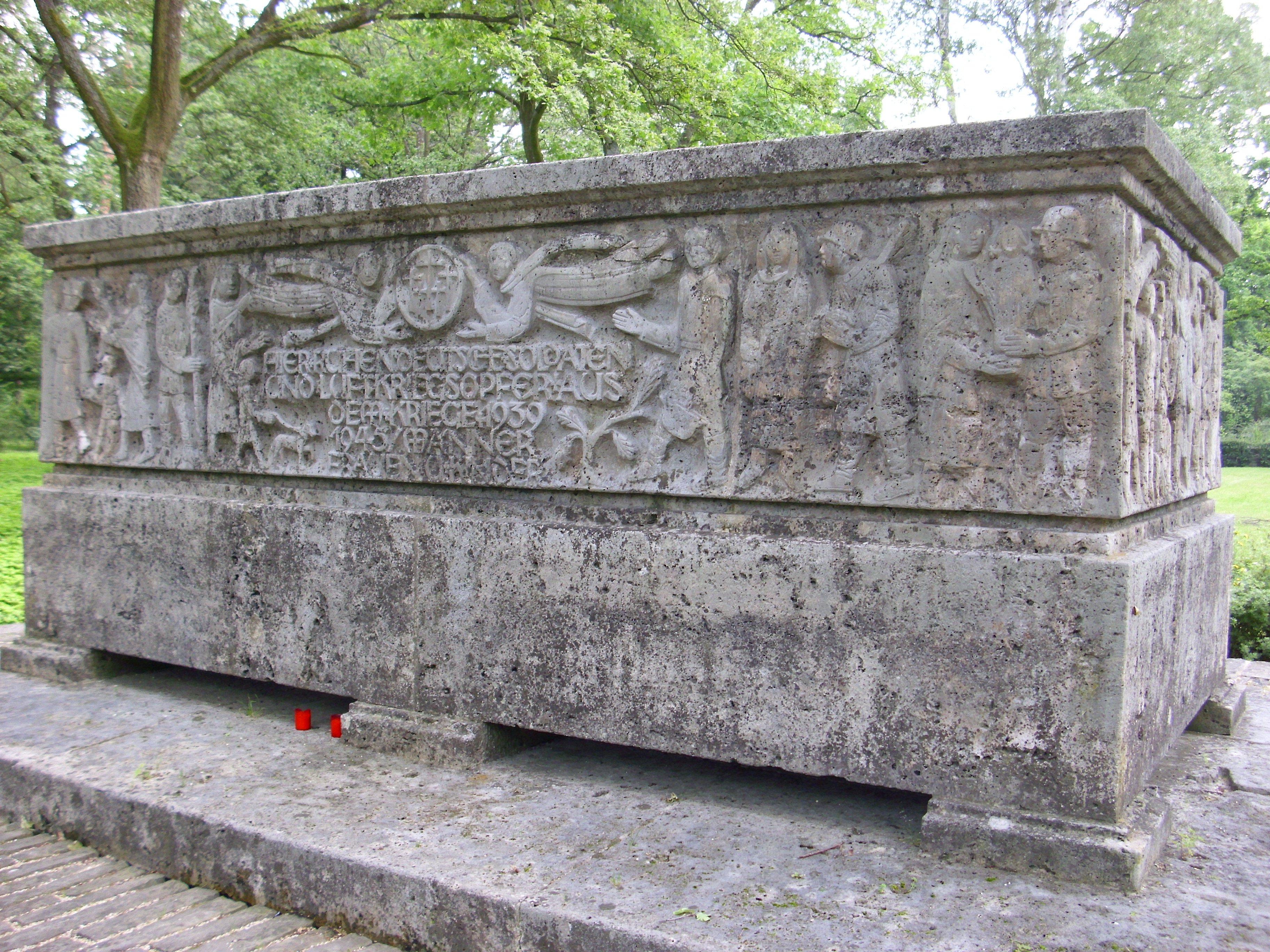
Monument aux morts de la guerre de 1939-1945
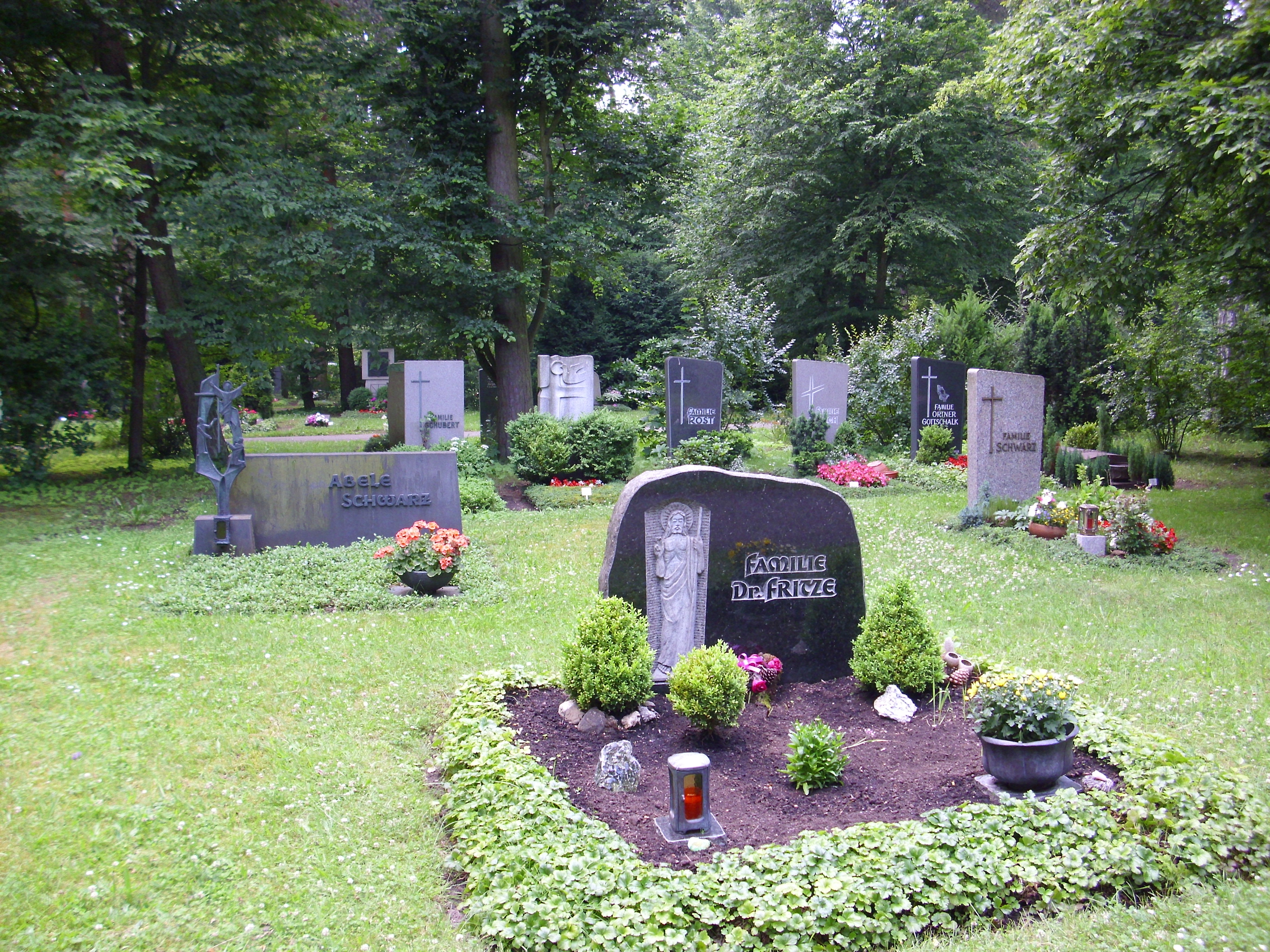
Tombes modernes

## Carré musulman
Le cimetière possède un carré musulman depuis une vingtaine d'années pour des défunts en grande majorité d'origine turque. Les tombes sont orientées vers La Mecque.